# Sinophorus rhyacioniae
Sinophorus rhyacioniae là một loài tò vò trong họ Ichneumonidae.